# Yello 1980–1985: The New Mix in One Go
Yello 1980–1985 The New Mix In One Go – kompilacja utworów szwajcarskiego zespołu Yello wydana w 1986 roku przez wytwórnie Mercury i Vertigo. Na album ten składają się największe przeboje zespołu z lat 1980–1985.

## Lista utworów
1. „Daily Disco” – 4:06
2. „Swing” – 3:29
3. „The Evening's Young” – 3:07
4. „Pinball Cha Cha” – 3:34
5. „I Love You” – 4:07
6. „Vicious Games” – 3:51
7. „Sometimes (Dr. Hirsch” – 3:32
8. „Base For Alec” – 2:54
9. „Oh Yeah” – 3:04
10. „Lost Again” – 4:33
11. „Tub Dub” – 2:04
12. „Angel No” – 3:03
13. „Desire” – 3:34
14. „Bananas To The Beat” – 2:58
15. „Koladi-Ola” – 2:54
16. „Domingo” – 4:30
17. „Bostich” – 4:33
18. „Live At The Roxy” – 3:56

## Twórcy
- Boris Blank – kompozytor, producent, aranżacja
- Dieter Meier – wokal, teksty